# Női 1 méteres műugrás a 2016-os úszó-Európa-bajnokságon
A 2016-os úszó-Európa-bajnokságon a műugrás női 1 méteres versenyszámának selejtezőjét május 11-én déli tizenkettőkor, a döntőjét pedig este rendezték meg a London Aquatics Centreben.

## Versenynaptár
Az időpontok helyi idő szerint olvashatóak (GMT +00:00).
| Dátum                   | Időpont | Forduló   |
| ----------------------- | ------- | --------- |
| 2016. május 11., szerda | 12:00   | Selejtező |
| 2016. május 11., szerda | 20:00   | Döntő     |

## Eredmény
Zölddel kiemelve a döntőbe jutottak
| #  | Versenyző              | Ország                   | Selejtező | Selejtező | Döntő   | Döntő  |
| #  | Versenyző              | Ország                   | Rangsor   | Pontok    | Rangsor | Pontok |
| -- | ---------------------- | ------------------------ | --------- | --------- | ------- | ------ |
|    | Tania Cagnotto         | Olaszország (ITA)        | 1         | 283,55    | 1       | 284,15 |
|    | Elena Bertocchi        | Olaszország (ITA)        | 3         | 259,40    | 2       | 281,30 |
|    | Nagyezsda Bazsina      | Oroszország (RUS)        | 2         | 272,70    | 3       | 280,75 |
| 4  | Krisztina Ilinih       | Oroszország (RUS)        | 9         | 248,50    | 4       | 276,10 |
| 5  | Uschi Freitag          | Hollandia (NED)          | 5         | 254,10    | 5       | 265,35 |
| 6  | Louisa Stawczynski     | Németország (GER)        | 11        | 245,15    | 6       | 263,90 |
| 7  | Grace Reid             | Egyesült Királyság (GBR) | 8         | 249,25    | 7       | 262,25 |
| 8  | Olena Fedorova         | Ukrajna (UKR)            | 4         | 258,75    | 8       | 246,40 |
| 9  | Hanna Piszmenszka      | Ukrajna (UKR)            | 10        | 247,60    | 9       | 245,15 |
| 10 | Kaja Skrzek            | Lengyelország (POL)      | 12        | 244,80    | 10      | 241,45 |
| 11 | Daniella Nero          | Svédország (SWE)         | 7         | 249,35    | 11      | 224,85 |
| 12 | Katherine Torrance     | Egyesült Királyság (GBR) | 6         | 250,95    | 12      | 216,20 |
|    |                        |                          |           |           |         |        |
| 13 | Inge Jansen            | Hollandia (NED)          | 13        | 237,95    |         |        |
| 14 | Jessica Favre          | Svájc (SUI)              | 14        | 232,80    |         |        |
| 15 | Marcela Marić          | Horvátország (CRO)       | 15        | 225,50    |         |        |
| 16 | Iira Laatunen          | Finnország (FIN)         | 16        | 223,15    |         |        |
| 17 | Frida Källgren         | Svédország (SWE)         | 17        | 215,80    |         |        |
| 18 | Alena Kamulkina        | Fehéroroszország (BLR)   | 18        | 214,65    |         |        |
| 19 | Clara Della Vedova     | Franciaország (FRA)      | 19        | 211,95    |         |        |
| 20 | Vivian Barth           | Svájc (SUI)              | 20        | 209,25    |         |        |
| 21 | Taina Karvonen         | Finnország (FIN)         | 21        | 207,60    |         |        |
| 22 | Rocio Velazquez Roldan | Spanyolország (ESP)      | 22        | 202,05    |         |        |
| 23 | Maja Borić             | Horvátország (CRO)       | 23        | 185,80    |         |        |
| 24 | Indre Girdauskaite     | Litvánia (LTU)           | 24        | 179,25    |         |        |